# Nykarê (fonctionnaire)
Pour les articles homonymes, voir Nykarê (homonymie).
Nykarê est un fonctionnaire égyptien de la Ve dynastie. Ses plus hautes fonctions sont celles de « surveillant des doubles greniers » et de « surveillant du grenier de la résidence ». Il est également prêtre au temple solaire du roi Niouserrê. Nykarê est connu par un certain nombre de monuments provenant tous de sa tombe à Saqqarah. Sa position exacte est inconnue.
Une statue en calcaire peint de Nykarê et de sa famille au Brooklyn Museum (n° 49.215) le représente assis et serrant le poing droit.